# 関口氏純
関口 氏純（せきぐち うじずみ）は、戦国時代の武将。今川刑部少輔家（今川関口家）の当主で駿河今川氏の有力家臣。関口親永の名前で知られる。駿河持船城主。徳川家康の正室・築山殿の父に当たる。

## 生涯
今川一門の瀬名氏貞の次男。母は堀越貞基の娘。生年は不詳だが、兄・氏俊（貞綱）が永正17年（1520年）生まれのため、その2・3年後とみられる。
実名は親永で知られているが、黒田基樹は関口氏や新野氏のような今川氏の御一家衆とされている家の当主に与えられる偏諱は当主の一字（「親」や「真」など）ではなく今川氏当主の通字である「氏」の一字であるため、「関口親永」や「新野親矩」はその慣例に反した名前であり事実とは認められないとし、他にも義広、氏興、氏広と様々に実名が伝えられているが、現存文書の署名は「氏純」である。
室町幕府奉公衆である関口政興（刑部大輔）の弟とみられる氏兼（刑部少輔）が駿河に下って今川氏に仕えて堀越貞延（氏純の曽祖父にあたる）の娘を娶ったが大永5年（1525年）に死去し、後を継いだ嫡子の刑部（幼名:慶王）も程なく没したために瀬名氏貞の子である助五郎（氏純）が関口氏の婿養子になって相続したという。また、政興の子である氏縁（彦三郎・刑部大輔）も享禄4年（1531年）ごろから今川氏に仕え、息子の氏経（越後守）も今川氏に仕えたという。氏純が関口氏の婿養子ならば、築山殿を生んだとされる妻は養父である関口刑部少輔の娘と考えるのが妥当ということになる。
永禄3年（1560年）、義元が織田信長によって桶狭間の戦いで討たれた後も衰退する今川氏を支えた。しかし娘婿の家康が今川氏から独立したため、義元の嫡男・氏真からその去就を疑われた結果、永禄5年（1562年）、駿府屋形町（現・静岡市葵区屋形町）の屋敷にて切腹を命じられて死去したと『松平記』に記載されているが、永禄7年（1564年）5月や永禄9年（1566年）9月に氏真が記した文書に「関口伊豆守」の知行についての記載があるため、実際にはこのころまで生存していたとみられる。また、臨済寺所蔵の文書から「関口伊豆守氏純」の署名が入った永禄6年閏12月26日付の判物の存在が確認され、永禄5年に切腹したとする『松平記』の記述は成り立たないことが判明した。ただし、この判物の中で氏純が永禄5年5月に所領の一部を氏真に返上し、氏真がそれを義元の菩提寺である天沢寺（現在は臨済寺に統合されており、判物も天沢寺宛に出された文書）に寄進したと記されており、家康の離反もしくはその後の嫡男・竹千代（後の信康）の引き渡しの責任を取って所領の一部を返上した可能性は高い。
なお、黒田基樹は後北条氏からの人質であった北条氏規（義元の甥で、氏真の妻の兄でもある）を氏純の養子として関口氏を継がせる予定であったとする。更に浅倉直美は氏規は氏純の娘を娶って婿養子になっていたが、氏純が処罰されたことで後北条氏から返還を求められた結果、小田原城に帰還したとする説を唱えている。一方、黒田は関口氏純の処罰が史実であったか疑わしくなったのを受けて、氏規の妻であった氏純の娘が死去したために養子縁組が解消され、氏規を返還せざるを得なくなったのではないかと推測している。

## 登場作品
- 徳川家康（1983年、NHK大河ドラマ、演：佐藤英夫）
- どうする家康（2023年、NHK大河ドラマ、演：渡部篤郎）